# Frijid Pink
Frijid Pink – amerykańska grupa grająca blues-rocka z wpływami southern rocka, powstała w 1967 w Detroit.